# Janine Langlois-Glandier
 (janvier 2009).
Si vous disposez d'ouvrages ou d'articles de référence ou si vous connaissez des sites web de qualité traitant du thème abordé ici, merci de compléter l'article en donnant les références utiles à sa vérifiabilité et en les liant à la section « Notes et références ».
 (janvier 2009).
Janine Langlois-Glandier est une spécialiste française du monde de l'audiovisuel et de la communication.
Présidente du Forum Médias Mobiles (anciennement Forum TV mobile) depuis 2005, elle a notamment dirigé la SFP, FR3 (où elle a créé le 19/20), Arte (La Sept),  l’INA, Pathé.
Férue d’innovation, elle participe avec enthousiasme à la convergence entre télévision, cinéma et nouvelles technologies.

## Parcours universitaire
- Titulaire d'un DES de droit privé,
- Science Po Paris.
- École Supérieure de Commerce.
- Diplômée du barreau de Paris.

## Parcours professionnel
En 1967, Janine Langlois-Glandier sort major du concours d’entrée à l’ORTF, elle est affectée à la direction du contrôle de gestion et des finances.
En 1974, l’ORTF est démantelé, Janine Langlois-Glandier intègre Radio France, puis la Société française de production (la SFP).
Elle y entre comme chargée des affaires générales et des relations avec les organisations syndicales des personnels de la création et de la production. Elle voit ses compétences progressivement élargies : directrice des services juridique et administratif, secrétaire générale, directrice générale adjointe puis directrice générale en 1982 de la SFP et sa filiale cinéma SFPC. Elle pilotera l’équipe responsable de la construction des studios de Bry-sur-Marne.
En 1985, elle est nommée présidente de FR3, chaîne dont la grille ne commence alors qu’à 17 h. Elle définit la nouvelle ligne éditoriale et crée les trois journaux télévisés de la chaîne : de 7h à 9h, de 12h à 13h et de 19h à 20h (le 19/20, premier journal télévisé français avant 20h). Elle participe également à la création des émissions « Qu’avez-vous de vos vingt ans ? », « La Dictée », « La Classe », le premier jeu interactif « Hugo Délire »… Elle présidera dans le même temps FR3 Films Production (filiale cinéma de FR3).
En 1986, elle est également nommée présidente de La Sept (qui deviendra Arte)
De 1987 à 1990, elle préside l’Institut national de l'audiovisuel. Elle regroupe les archives de l’INA sur le site de Bry-sur-Marne, qu’elle fait agrandir (studio de tournage, salle de projections…) et lance la numérisation de toutes les archives. En 1989, elle déplore le manque de moyens financiers alloué aux chaînes françaises.
De 1991 à 1997, elle dirige le groupe Pathé, dont elle fait numériser le fonds d’archives. En 1994, elle crée Pathé Interactive avec Philips (première encyclopédie interactive format CD-I, avec Hachette).
En 1997, elle est nommée membre du Conseil Supérieur de l’Audiovisuel (désormais ARCOM) dont elle démissionne, pour raisons personnelles, en mars 2002.
Elle a également été administrateur de la SFPC, membre du Comité de conservation des archives audiovisuelles, administrateur de l’Agence France-Presse, du journal Libération, du Festival d’automne, de la Cinémathèque française, du Fonds d’Action Sacem et du groupe TF1.
Depuis 2005, Janine Langlois-Glandier est présidente du Forum Médias Mobiles.
Créé en novembre 2004, le Forum Médias Mobiles réunit une trentaine de sociétés concernées par l’évolution et le développement des modes de diffusion des médias audiovisuels :
- Chaînes de télévision
- Opérateurs de téléphonie
- Diffuseurs hertziens et satellite
- Constructeurs de terminaux, réseaux, logiciels
- Créateurs de contenus, société d’auteurs (SACD, SACEM), Institut de mesure d’audience

Le Forum Médias Mobiles travaille en permanence avec les organismes de régulation, l’ARCEP, l’ARCOM ainsi que le Ministère de la Culture, le Ministère de l’économie, des finances et de la relance et leurs différents services : DGMIC, DGE…
Janine Langlois Glandier est actuellement Administrateur de Fransat (filiale d’Eutelsat), membre du Conseil d’administration de la Semaine Du Son, membre du Jury « Prix de la Meilleure Création Sonore » (Festival de Cannes 2018 - 2019 - 2021 - 2022), membre du Jury du Prix des Technologies Numériques (Telecom ParisTech), Membre du comité des Parrains de la Fondation Valentin Haüy.

Quelques films, séries parmi d’autres, initiés, produits ou co-produits :
Groupe Pathé :
-      Les Alsaciens (3 x 90 minutes), Production Pathé, sous la direction de Michel Favard
-      Histoire du 20ème siècle (20 x 52 minutes), sous la direction de René Rémond, Production Pathé, coproduction avec la BBC (montage d’archives, fonds Pathé et BBC)

FR3 Films Production :
-      La vie est un long fleuve tranquille, d’Étienne Chatiliez
-      Le Nom de la rose, de Jean-Jacques Annaud, coproduction Les Films Ariane et FR3 Films Production
-      La Famille, d’Ettore Scola, Coproduction Les Films Ariane et FR3 Films Production

SFPC :
-      La Banquière, de Francis Girod, coproduction SFPC
-      Providence, d’Alain Resnais, coproduction SFPC
-      Le Sucre, de Jacques Rouffio, coproduction SFPC
-      Le Dernier Métro, de François Truffaut, coproduction SFPC
-      Tess, de Roman Polanski, coproduction SFPC
-      Fort Saganne, d’Alain Corneau, coproduction SFPC 